# Frans Putros
Frans Putros (arabisch فرانس بطرس; * 14. Juli 1993 in Aarhus), mit vollständigem Namen Frans Dhia Jirjis Putros, ist ein irakisch-dänischer Fußballspieler.

## Karriere

### Verein
Frans Putros erlernte das Fußballspielen in der Jugendmannschaft des dänischen Vereins Aarhus GF. Bei dem Verein aus Aarhus unterschrieb er am 4. Juli 2012 seinen ersten Vertrag. Mit dem Verein spielte er dreimal in der ersten Liga, der Superliga. Von September 2013 bis Dezember 2013 wurde er an den Zweitligisten Silkeborg IF nach Silkeborg ausgeliehen. Nach der Ausleihe wurde er im Januar 2014 von Silkeborg fest unter Vertrag genommen. Am Ende der Saison feierte er mit dem Verein die Meisterschaft der zweiten Liga und den Aufstieg in die erste Liga. Nach insgesamt 28 Ligaspielen wurde sein Vertrag nach Ende der Saison 2014/2015 nicht verlängert. Von Juli 2015 bis Mitte Januar 2016 war Putros vertrags- und vereinslos. Am 18. Januar 2016 unterschrieb er in Fredericia einen Vertrag beim Zweitligisten FC Fredericia. Hier stand er bis Dezember 2017 unter Vertrag. Für den Zweitligisten absolvierte er 58 Ligaspiele und schoss dabei 13 Tore. Der Hobro IK, ein Erstligist aus Hobro, nahm ihn im Januar 2018 unter Vertrag. 2020 musste er mit Hobor den Weg in die zweite Liga antregen. Nach dem Abstieg verließ er den Verein und schloss sich dem Zweitligisten Viborg FF an. Mit dem Klub aus Viborg wurde er 2021 Meister der Liga und stieg somit in die erste Liga auf. Im Juni 2022 zog es ihn nach Asien, wo er in Thailand einen Vertrag beim Erstligisten Port FC in der Hauptstadt Bangkok unterschrieb. Nach drei Spielzeiten, in denen er 72 Ligaspiele bestritt, wurde sein Vertrag im Sommer 2025 nicht verlängert.

### Nationalmannschaft
Frans Putros spielte 2012 einmal für die dänische U20-Nationalmannschaft und 2013 einmal für die dänische U21-Mannschaft. Seit 2018 spielt er für die Nationalmannschaft des Irak.

## Erfolge
Silkeborg IF
- Dänischer Zweitligameister: 2013/14  ▲

Viborg FF
- Dänischer Zweitligameister: 2020/21  ▲